# مونتانیا این والتلینا
مونتانیا این والتلینا (به ایتالیایی: Montagna in Valtellina) یک کومونه در ایتالیا است که در استان سوندریو واقع شده‌است. مونتانیا این والتلینا ۴۸ کیلومترمربع مساحت و ۳٬۰۴۸ نفر جمعیت دارد و ۵۶۷ متر بالاتر از سطح دریا واقع شده.